# Le Miracle des cloches
Pour plus de détails, voir Fiche technique et Distribution.
Le Miracle des cloches (The Miracle of the Bells) est un film américain en noir et blanc réalisé par Irving Pichel, sorti en 1948. 

## Synopsis
Un agent de publicité de Hollywood arrive dans une ville de province pour s'occuper des obsèques d'une femme décédée prématurément qui lui était chère. Il trouve beaucoup d'indifférence, mais il rencontre aussi un jeune et honnête prêtre à qui il raconte (par flashbacks) l'histoire de cette femme, Olga Treskovna, qui venait de devenir actrice avant de mourir, et qui avait joué le rôle de Jeanne d'Arc…

## Fiche technique
- Titre français : Le Miracle des cloches
- Titre original : The Miracle of the Bells
- Réalisation : Irving Pichel
- Scénario : Ben Hecht, Quentin Reynolds, d'après une histoire de Russell Janney
- Musique : Leigh Harline
- Photographie : Robert De Grasse
- Montage : Elmo Williams
- Production : Jesse L. Lasky Productions
- Société de production : RKO Radio Pictures
- Pays de production :  États-Unis
- Langue d'origine : anglais américain
- Format : noir et blanc — pellicule : 35 mm — image : 1,37:1 — son : mono (RCA Sound System)
- Genre : Drame psychologique
- Durée : 120 minutes
- Dates de sortie : 
  - États-Unis : 19 mars 1948
  - France : 14 mars 1951

## Distribution
- Fred MacMurray : William 'Bill' Dunnigan
- Alida Valli : Olga Treskovna (credited as Valli)
- Frank Sinatra : le prêtre, le père Paul
- Lee J. Cobb : Marcus Harris
- Harold Vermilyea : Nick Orloff
- Charles Meredith : le père J. Spinsky
- James Nolan : Tod Jones
- Veronica Pataky : Anna Klovna
- Philip Ahn : Ming Gow
- Frank Ferguson : Mike Dolan
- Frank Wilcox : Dr Jennings

Acteurs non crédités
- Dorothy Sebastian : Mlle Katie Orwin
- Charles Wagenheim : M. Kummer